# コテリニチ
コテリニチ（Котельнич, Kotelnich）はロシア連邦キーロフ州の町。ヴャトカ川に面し、河港を持つ。人口は2万144人（2021年）。モスクワから東に約850km。シベリア鉄道が通る。
1780年に町として登録された。1944年、第二次世界大戦中にソビエト軍の捕虜となったハンガリーの兵士トマ・アンドラシュ（- 2004年3月30日）は、精神障害と判断され1947年にコテリニチの病院に収容された。それ以後、彼の存在は忘れ去られ、ハンガリー語を知る医師が偶然発見するまで、56年間にわたり抑留された。2000年8月にハンガリーに帰国し、「第二次世界大戦の最後の捕虜」として話題になった。